# Pablo Maffeo
Pablo Maffeo, né le 12 juillet 1997 à Sant Joan Despí en Espagne, est un footballeur espagnol évoluant au poste d'arrière droit au RCD Majorque.

## Biographie
Né en Espagne, Pablo Maffeo a finalement décidé de jouer pour la sélection d'Argentine après avoir été appelé par Lionel Scaloni en novembre 2023.

### Formation
Pablo Maffeo commence sa formation avec le FC Levante Las Planas en 2002 avant de rejoindre l'Espanyol de Barcelone un an plus tard. Très tôt, âgé de seulement 15 ans, il est convoqué avec l'équipe réserve en 2013. Maffeo dispute son premier match senior le 7 avril 2013 en entrant en jeu contre Constància en Segunda División B. Il s'agit de la seule rencontre de Maffeo pour son club formateur car il rejoint le centre de formation de Manchester City la même année.

### Adaptation difficile à Manchester City et débuts en prêt
Maffeo intègre l'équipe première des Citizens lors de la saison 2015-16. Il apparaît à deux reprises sur le banc de touche en Premier League en août et septembre 2015. En manque de temps de jeu, Maffeo est prêté au Girona FC en janvier 2016. 
Maffeo joue son premier match professionnel le 7 février 2016, remplaçant Borja García contre le Gimnàstic Tarragone en Segunda División. Il est titularisé pour la première fois le 15 mai lors d'un nul 1-1 face à Elche. Maffeo prend part à 13 matchs avec le club catalan avant de retourner à City.
De retour en Angleterre au début de la saison 2016-17, Maffeo est lancé par Pep Guardiola à l'occasion d'une rencontre de qualifications de Ligue des champions contre Bucarest en août 2016. Il est de nouveau titularisé en Coupe de la Ligue contre le rival de Manchester United et joue l'intégralité du match (défaite 1-0). Cependant, Maffeo souffre d'un temps de jeu réduit avec 3 matchs à la mi-saison et se retrouve de nouveau prêté à Girona.
Sous les ordres de Pablo Machín, Maffeo s'épanouit en Segunda División et joue 14 matchs pour un but. Il inscrit son premier but professionnel le 28 mai 2017 durant une déroute 3-1 contre le Gimnàstic Tarragone. 
N'entrant pas dans le plan de jeu de Guardiola, Maffeo est prêté à Girona pour la saison 2017-18. Le joueur découvre ainsi la Liga le 19 août 2017 face à l'Atlético de Madrid (2-2). Très vite à son aise dans l'élite espagnole, il enchaîne les titularisations sous Machín et termine l'exercice avec 33 matchs en Liga, dont 32 comme titulaire, alors que Girona parvient à se maintenir.

### VfB Stuttgart
Le 14 mai 2018, Maffeo signe au VfB Stuttgart un contrat de cinq ans ; le transfert étant effectif à partir du 1er juillet.
Le 26 août 2018, il fait ses débuts en Bundesliga face au FSV Mayence (défaite 1-0). Son expérience allemande est rapidement gâchée par des blessures qui l'empêchent de se faire une place durable au sein du club. Maffeo termine son exercice avec 8 matchs de championnat disputés, tous comme titulaire, tandis que Stuttgart est relégué.
Peu convaincant en Allemagne, Maffeo retrouve le Girona FC sous forme de prêt le 28 juin 2019.
Le 8 septembre 2020, Maffeo rejoint en prêt la SD Huesca pour une saison avec une option d'achat.
Maffeo joue son premier match le 13 septembre 2020, titularisé par Míchel contre le Villarreal CF. Il ouvre le score, marquant le premier de la saison de Huesca, mais concède un penalty à la suite d'une faute de main qui voit l'adversaire obtenir un nul 1-1.

## Statistiques
| Saison                | Club                  | Championnat           | Championnat | Championnat | Championnat | Coupe nationale | Coupe nationale | Coupe nationale | Coupe de la Ligue | Coupe de la Ligue | Coupe de la Ligue | Compétition(s) continentale(s) | Compétition(s) continentale(s) | Compétition(s) continentale(s) | Compétition(s) continentale(s) | Autres compétitions | Autres compétitions | Autres compétitions | Autres compétitions | Total | Total | Total |
| Saison                | Club                  | Division              | M.          | B.          | P.d.        | M.              | B.              | P.d.            | M.                | B.                | P.d.              | Comp.                          | M.                             | B.                             | P.d.                           | Comp.               | M.                  | B.                  | P.d.                | M.    | B.    | P.d.  |
| 2012-2013             | Espanyol B            | Segunda B             | 1           | 0           | -           | -               | -               | -               | -                 | -                 | -                 | -                              | -                              | -                              | -                              | -                   | -                   | -                   | -                   | 1     | 0     | 0     |
| 2015-2016             | Manchester City       | Premier League        | -           | -           | -           | -               | -               | -               | -                 | -                 | -                 | C1                             | -                              | -                              | -                              | -                   | -                   | -                   | -                   | 0     | 0     | 0     |
| 2016-2017             | Manchester City       | Premier League        | -           | -           | -           | -               | -               | -               | 1                 | 0                 | 0                 | C1                             | 2                              | 0                              | 0                              | -                   | -                   | -                   | -                   | 3     | 0     | 0     |
| Sous-total            | Sous-total            | Sous-total            | -           | -           | -           | -               | -               | -               | 1                 | 0                 | 0                 | -                              | 2                              | 0                              | 0                              | -                   | -                   | -                   | -                   | 3     | 0     | 0     |
| 2015-2016             | Girona FC (prêt)      | Segunda División      | 10          | 0           | 0           | -               | -               | -               | -                 | -                 | -                 | -                              | -                              | -                              | -                              | BR                  | 3                   | 0                   | 0                   | 13    | 0     | 0     |
| 2016-2017             | Girona FC (prêt)      | Segunda División      | 14          | 1           | 1           | -               | -               | -               | -                 | -                 | -                 | -                              | -                              | -                              | -                              | -                   | -                   | -                   | -                   | 14    | 1     | 1     |
| 2017-2018             | Girona FC (prêt)      | Liga                  | 33          | 0           | 1           | 1               | 0               | 0               | -                 | -                 | -                 | -                              | -                              | -                              | -                              | -                   | -                   | -                   | -                   | 34    | 0     | 1     |
| Sous-total            | Sous-total            | Sous-total            | 57          | 1           | 2           | 1               | 0               | 0               | -                 | -                 | -                 | -                              | -                              | -                              | -                              | -                   | 3                   | 0                   | 0                   | 61    | 1     | 2     |
| 2018-2019             | VfB Stuttgart         | Bundesliga            | 8           | 0           | 0           | 1               | 0               | 0               | -                 | -                 | -                 | -                              | -                              | -                              | -                              | -                   | -                   | -                   | -                   | 9     | 0     | 0     |
| 2019-2020             | Girona FC (prêt)      | Segunda División      | 32          | 0           | 2           | -               | -               | -               | -                 | -                 | -                 | -                              | -                              | -                              | -                              | BR                  | 3                   | 0                   | 0                   | 35    | 0     | 2     |
| 2020-2021             | SD Huesca (prêt)      | Liga                  | 1           | 1           | 0           | -               | -               | 0               | -                 | -                 | -                 | -                              | -                              | -                              | -                              | -                   | -                   | -                   | -                   | 1     | 1     | 0     |
| 2021-2022             | RCD Majorque (prêt)   | LaLiga                | 35          | 1           | 3           | 1               | 0               | 0               | -                 | -                 | -                 | -                              | -                              | -                              | -                              | -                   | -                   | -                   | -                   | 36    | 1     | 3     |
| 2022-2023             | RCD Majorque          | LaLiga                | 34          | 2           | 1           | 2               | 0               | 0               | -                 | -                 | -                 | -                              | -                              | -                              | -                              | -                   | -                   | -                   | -                   | 36    | 2     | 1     |
| 2023-2024             | RCD Majorque          | LaLiga                | 17          | 0           | 0           | 1               | 0               | 1               | -                 | -                 | -                 | -                              | -                              | -                              | -                              | -                   | -                   | -                   | -                   | 18    | 0     | 1     |
| Sous-total            | Sous-total            | Sous-total            | 86          | 3           | 4           | 4               | 0               | 1               | 0                 | 0                 | 0                 | -                              | 0                              | 0                              | 0                              | -                   | 0                   | 0                   | 0                   | 90    | 3     | 5     |
| Total sur la carrière | Total sur la carrière | Total sur la carrière | 185         | 5           | 8           | 6               | 0               | 1               | 1                 | 0                 | 0                 | -                              | 2                              | 0                              | 0                              | -                   | 6                   | 0                   | 0                   | 200   | 5     | 9     |